# صراع في الميناء (فلم)
صراع في الميناء فيلم مصري من إنتاج عام 1956، من إخراج يوسف شاهين وبطولة فاتن حمامة، عمر الشريف، أحمد رمزي.

## قصة الفيلم
تدور أحداث الفيلم حول الشاب رجب (عمر الشريف) الذي يعمل على سفينة ويتغرب عن أهله، وعندما يعود يجد أن هناك صراعًا يدور في الميناء بين العمال وبين شركة النقل التي يملكها الراجل الكبير (حسين رياض)، ويدور صراع آخر بين رجب وممدوح (أحمد رمزي) صديق طفولته على حب حميدة (فاتن حمامة) ابنة خالة رجب، ويدور الصراع في الميناء حتى يكتشف رجب أن الراجل الكبير هو والده وأن ممدوح هو أخوه، ولذلك يقر السفر مرة أخرى دون عودة، لكن صوت حميدة الذي يشق الزحام على ميناء السفينة المغادرة، يثنيه عن قراره في النهاية.

## بطولة
- فاتن حمامة: (حميدة)
- عمر الشريف: (رجب)
- أحمد رمزي: (ممدوح)
- حسين رياض: (والد ممدوح)
- فردوس محمد: (والدة رجب)
- عزيزة حلمي: (والدة ممدوح)
- توفيق الدقن: (عزت)
- محمد صبيح: (منعم)
- رياض القصبجي: (الريس برعي)
- عبد الحميد بدوي: (الريس إسماعيل)

## فريق العمل
- إخراج: يوسف شاهين
- قصة وسيناريو: يوسف شاهين، محمد رفعت، ليزيت فايد
- حوار: السيد بدير
- إنتاج: جبرائيل تلحمي
- توزيع: جبرائيل تلحمي
- مونتاج: كمال أبو العلا
- موسيقى تصويرية: فؤاد الظاهري
- مدير التصوير: أحمد خورشيد

## وصلات خارجية
- صفحة الفيلم في قاعدة بيانات الأفلام العربية
- مقالات تستعمل روابط فنية بلا صلة مع ويكي بيانات